# Łukasz Bułanowski
Łukasz Bułanowski (ur. 1 maja 1993) – polski hokeista.
Absolwent Zespołu Szkół Nr 37 im. Agnieszki Osieckiej w Warszawie.

## Kariera klubowa
- Legia Warszawa (2009-2011)
- Ciarko PBS Bank KH Sanok (2011-2013)
- Legia Warszawa (2013-2015)
- Zagłębie Sosnowiec (2015-2016)
- Unia Oświęcim (2016-2017)

Wychowanek Legii Warszawa. W drużynie występował w sezonach 2009/2010 i 2010/2011 I Ligi. Do wieku 18 lat występował na pozycji obrońcy, po czym został przekwalifikowany na napastnika. W 2011 zdecydował się zmienić klub. Od czerwca 2011 był zawodnikiem Ciarko PBS Bank KH Sanok. Z zespołem rozegrał dwa sezony Polskiej Lidze Hokejowej: 2011/2012 i 2012/2013, zdobywając mistrzostwo Polski i Puchar Polski. W maju 2013 powrócił do macierzystego klubu. Od końca września 2015 zawodnik Zagłębia Sosnowiec. Od sierpnia 2016 zawodnik Unii Oświęcim. W październiku 2016 został zawieszony w związku z wykryciem podczas kontroli antydopingowej w jego organizmie niedozwolonej substancji (higenamina). W sierpniu 2017 doznał poważnej kontuzji, a w listopadzie 2017 jego kontrakt z Unią został rozwiązany na wniosek zawodnika.

## Kariera reprezentacyjna
W barwach reprezentacji Polski do lat 18 występował na mistrzostwach świata juniorów do lat 18 Dywizji I do lat 18 w 2010 i 2011. Z reprezentacją Polski do lat 20 wystąpił na mistrzostwach świata juniorów do lat 20 w 2012 i 2013 (Dywizja I Grupa B).

## Sukcesy
Reprezentacyjne
- Awans do MŚ do lat 20 Dywizji I Grupy A: 2012[12]

Klubowe
- Puchar Polski: 2011 z Ciarko PBS Bank KH Sanok
- Złoty medal mistrzostw Polski: 2012 z Ciarko PBS Bank KH Sanok

Indywidualne
- Mistrzostwa Polski młodzików do lat 16 w 2009[13].
  - Pierwsze miejsce w klasyfikacji strzelców turnieju: 11 goli
  - Najlepszy zawodnik turnieju